# Manlobi
Manlobi es una villa a orillas del río Tapanahoni en la zona centro-este de Surinam. Se encuentra ubicada en el distrito de Sipaliwini, a unos 100 m sobre el nivel del mar. Su población es aproximadamente 70 habitantes.
Se encuentra a unos 200 km al sureste de Paramaribo. Entre las localidades y villas vecinas se encuentran Acote, y Asognekondre. A unos 15 km al noreste de Manlobi se encuentra la pista de aterrizaje de Stoelmanseiland sobre la frontera con la Guayana Francesa.